# Bernhard von Büren (Domherr)
Bernhard von Büren (* im 16. Jahrhundert; † 1580) war Vicedominus sowie Domherr in Münster und Paderborn.

## Leben

### Herkunft und Familie
Bernhard von Büren entstammte dem westfälischen Adelsgeschlecht Büren, das zeitweise eines der mächtigsten im Bistum Paderborn war und dessen Angehörige sich während der Reformation überwiegend zum Calvinismus bekannten. Die Dignitäten aus dem  Haus von Büren gehörten nahezu ausnahmslos dem katholischen Glauben an. Bernhard war evangelisch und der Sohn des Edelherren Bernhard von Büren und dessen Gemahlin Alveradis Wrede zu Mecklinghausen.

### Werdegang und Wirken
Bernhard wurde im Jahre 1552 in das Domkapitel aufgenommen und noch im selben Jahr emanzipiert. Zwischen ihm und dem Domherrn Bernhard Schmising entstand nach dem Tode des Domdechanten Georg von Hatzfeld ein Streit um ein dompropsteiliches Lehen. Obwohl ihm der Bischof noch zum Subdiakon geweiht hatte, entschied sich das Domkapitel für Bernhard Schmising. Der Konflikt sollte vom Kurfürsten Gebhard, Herzog Heinrich von Braunschweig und dem münsterischen Bischof beigelegt werden. So ordnete das Reichskammergericht in Speyer am 27. Juli 1562 an, zunächst nichts gegen Bernhard zu unternehmen. Schließlich wurde er am 29. November 1563 Besitzer des Dompropsteilehens Holthausen. Nachdem Raban von Hörde zum Dompropst gewählt worden war, erhielt Bernhard vom Bischof am 14. November 1569 das Vicedominat. Damit wurde er zum Stellvertreter des Landesherrn. Im Jahre 1574 erhielt er die Obedienz Lembeck, im Jahr darauf das Archidiakonat Ascheberg. Am 3. April 1577 erklärte er seine Zugehörigkeit zur Juniorenpartei, die von dem Domherrn Konrad von Westerholt mitbegründet wurde und dem evangelischen Glauben nahe stand. Diese Gruppierung spielte bei der Wahl des Bischofs eine wichtige Rolle.
Bernhard verzichtete oder starb nach dem 21. Februar 1580.